# اکستیک

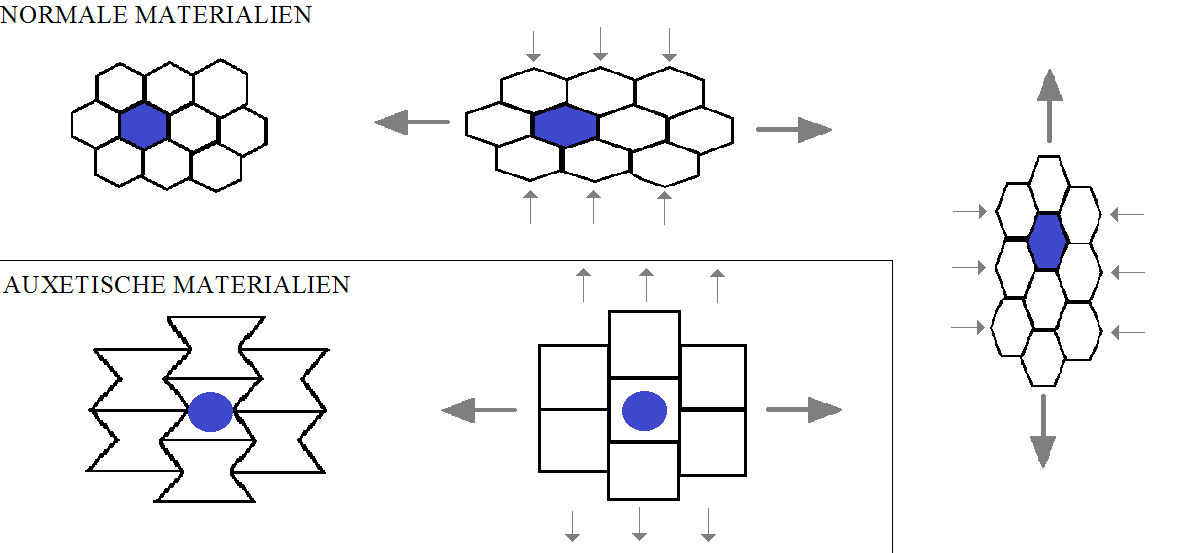

اکستیک‌ها یا مواد آگزتیک یا مواد آنتی الاستیک ؛ یا در ترجمه فارسی «پادکشسان» (به انگلیسی: Auxetics)      یا     
```
(anti-elastic materials)؛  موادی جدید با 
ضریب پواسون
 منفی هستند که در زمره 
مواد هوشمند
 قرار می گیرند. مواد پادکشسان در هنگام اعمال 
تنش کششی
 عمودی، برخلاف مواد معمول، در راستای عمود بر نیروی وارده، ضخیم‌تر می‌شوند.
[
۱
]
 این خاصیت در کامپوزیت‌های لایه‌ای،
[
۲
]
 فوم‌های پلیمری و فلزی
[
۳
]
 دیده‌شده‌است. جامدات اتمی با ساختار مکعبی هنگامی که در جهت [۱۱۰] کشیده شوند نیز چنین رفتاری از خود نشان می‌دهند.
[
۴
]
```

در ۲۰ سال اخیر مواد پادکشسان توجه فراوانی را به خود جلب کرده‌اند، از مقیاس نانو گرفته تا سانتی‌متر. مواد پادکشسان امکان ساخت سازه‌ها و کامپوزیت‌های صنعتی با خواص مکانیکی بهبود یافته نظیر مدول برشی بالاتر را ممکن می‌کنند.
نخستین مقاله چاپ شده دربارهٔ مواد پادکشسان مصنوعی

## تاریخچه
ضریب پواسون منفی ابتدا در سال ۱۹۴۷ میلادی توسط Love گزارش شد. در آنزمان عقیده بر آن بود که مواد با ضریب پواسون منفی دست یافتنی نیستند و این پدیده به عنوان یک نقص در کریستال سولفید آهن خاطر نشان گردید. در ۱۹۸۷ Lakes ضریب پواسون منفی را در فوم‌های پلی‌یورتان کشف کرد.
لغت اکستیک از لغت یونانی αὐξητικός (اکستیکوس) به معنی «چیزی که تمایل به افزایش دارد» از ریشه αὔξησις (اکسیس) به معنی «افزایش» برگرفته شده‌است. زبانشناسی تاریخی این لغت اولین بار توسط پروفسور کن ایوانز از دانشگاه اکستر انجام شد.
یکی از اولین مواد آکستیک مصنوعی در سال ۱۹۷۸ توسط محقق آلمانی کی. پیتش ساخته شد.
اگرچه از لفظ آکستیک استفاده نکرد،
او برای اولین باربه خواص این ماده پی برد و به عنوان مخترع تور آکستیک شناخته می‌شود. نخستین عنوان منتشر شده درمورد یک ماده با نسبت پواسون منفی در سال ۱۹۸۵ توسط آ.گ. کولپاکوف با عنوان " Determination of the average characteristics of elastic frameworks" بود.
مادهٔ بعدی ساخته شده از با این ویژگی در سال ۱۹۸۷ با عنوان "ساختار‌های فوم بانسبت پواسون منفی" توسط آر.اس. لیکس از دانشگاه ویسکانسین بود.
استفاده از واژهٔ آکستیک احتمالاً به سال ۱۹۹۱ بازمی‌گردد.
تعداد کمی مواد با ضریب پواسون منفی به صورت طبیعی وجود دارند. یک مثال از مواد اکستیک طبیعی استخوان است. ضریب پواسون منفی استخوان نخست توسط Williams و Evans اندازه‌گیری شد.
ساختارهای مصنوعی با رفتارهای مشابه اولین بار در زمینه‌های کاربردی به عنوان کند کننده هستهٔ اتمی راکتورهای مگنوکس استفاده شد. به طوری که رفتار آکستیک در اثر حرکت شعاعی ستون‌های گرافیتی ایجاد می‌شد. این ساختار طراحی شده بود تا در برابر نیروهای افقی ایجاد شده هنگام زلزله پایدار بماند. در عین حال اجازهٔ حرکت آزادانهٔ سازه برای تغییر شکل ناشی از انتقال حرارت میان هستهٔ گرافیتی و فلزات حمایت کنندهٔ سازه در لبه‌های هسته را می‌داد. طراحی این ساختار منجر به حل یک مشکل اساسی شد.

## خواص مکانیکی
اثر نسبت پواسون در خواص مکانیکی یک مادهٔ همسانگرد از رابطهٔ زیر محاسبه می‌شود.

{\displaystyle {G=E/(2*(1+v))}}
که در آن G مدول برشی و E مدول یانگاست و ν نسبت پواسون است.

{\displaystyle {delta(V)/V0=(1-2*v)}}
از رابطهٔ بالا می‌توان مشاهده کرد که مواد با نسبت پواسون نزدیک به ۰٫۵ مانند لاستیک‌ها دچار تغییر شکل‌های برشی می‌شوند اما حجم آنها تغییر نمی‌کند. هنگامی که نسبت پواسون به مقدار منفی یک می‌رسد برای مواد ایزوتروپیک مدول برشی به مقدار بینهایت میل می‌کند و ماده شکل خود را در حین بارگذاری حفظ می‌کند این ماده‌ها در برابر برش مقاوم اند اما تغییر شکل آنها آسان است. در اینجا باید یادآوری کنیم که این روابط فقط برای مواد ایزوتروپیک (همسانگرد) معتبر هستند. به گونه ای که در موادناهمسانگرد نسبت پواسون می‌تواند از منفی بینهایت تا مثبت بینهایت را اختیار کند.

## ساختارهای آکستیک
ساختار دست سانی:

ساختار دست سانی آکستیک

ساختار دست سانی (شیمی) از اتصال مفصل‌های مستقیم به گره‌های مرکزی به وجود می‌آیند که این گره‌ها می‌توانند دایره یا شکل‌های هندسی دیگری داشته باشند. اثر آکستیک توسط پیچیدن یا باز شدن این مفصل‌ها در اطراف گره‌ها در پاسخ به اعمال نیرو به دست می‌آید. نسبت پواسون ساختارهای دست سانی منفی یک است.
ساختارهای دورانی:
ساختارهای آکستیک دورانی اولین بار توسط Girma و Evans ارائه شدند. به طوری که سلول‌های مستطیلی و مثلثی
توسط لولاهایی به هم متصل شده بودند. این مدل از ساختارها مقدار منفی یک را برای نسبت پواسون نتیجه دادند. رفتار آکستیک واحدهای دورانی توسط روش‌های آماری برای مستطیل‌ها و مثلث‌های در حال دوران اندازه‌گیری شد. واحدهای نیمه صلب دورانی نیز ساخته شدند. ساختارهای واقعی با رفتار مشابه با واحدهای دورانی به صورت شبیه‌سازی‌های عددی آزمایش شدند.
ساختار شش گوشه شانهٔ عسل:
ساختارهای هندسی آکستیک دیگری در گذشته ساخته شد: ساختار غیر دست سانی با استراتژی‌های متفاوت در اتصال به گره‌های مرکزی ساختار ستاره و پیکان‌های دوسر، ساختارهای دو بعدی صفحه ای و ساختار شش گوشه ای شانهٔ عسل نیز با آنالیزهای متعددی روی مقادیر ویژه و فرکانس طبیعی متفاوت از مواد غیر آکستیک با ساختار شانهٔ عسل تولید شد.

## کریستال‌های اکستیک
رفتار اکستیک در کریستال‌های FCC و BCC و مکعبی ساده و به ندرت در کریستال‌های HCP مشاهده شده‌است با این حال مکانیزم در پس این رفتار تا امروز اندکی شناخته شده‌است. مطالعاتی که روی ضریب پواسون منفی انجام شده‌است تاکنون از ثابت الاستیسیته که از شبیه‌سازی‌های دینامیکی تجربی (در مقیاس بزرگ) یا مولکولی بدست می آید برای محاسبه ضریب پواسون استفاده کرده‌اند بدون توضیح علت نهفته‌ای که باعث به وجود آمدن این رفتار می‌شود.
البته رفتار کریستال‌های پیچیده‌تر مانند زئولیت‌ها و کریستوبالیت‌ها مورد تحقیق و بررسی قرار گرفته و مکانیزم مولد ضریب پواسون منفی آن‌ها کشف شده‌است.

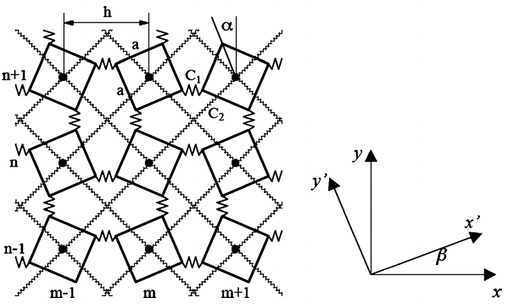
مدل دو بعدی گسسته با مقیاس محدود. اجزاء دارای درجات آزادی چرخشی هستند (بر گرفته از مدل Ishibashi-Iwata). هر جزءدارای سه درجه آزادی جابه جایی u _{m,n}, v _{m,n} و زاویه چرخش ϕ _{m,n می‌باشد. h فاصله اجزاء شبکه، a اندازه اجزاء، و α زاویه چرخش هر جزء می‌باشد.}

کریستال‌های بسیاری وجود دارند که دارای دسته‌های اتمی صلب با اثر متقابل ضعیف بین اتم‌های آن‌ها هستند که برای مشخص کردن مکان، جهت‌گیری و انحراف اتم‌های آن‌ها باید نه تنها جابه جایی بلکه چرخش و البته سایر درجات آزادی آن‌ها را در نظر گرفت. اما اتم‌های مواد مورد نظر ما به گونه‌ای قرار گرفته‌اند که درجات آزادی مکانی و چرخشی به صورت زوج و متأثر از هم به صورت مقید تغییر می‌کنند. (مطابق شکل)
گونه‌های مهمی از این مواد عبارت اند از پلی مورف‌های سیلیس (sio2) که انرژی مورد نیاز برای تغییر شکل چهار وجهی آن‌ها بسیر بیشتر از انرژی مورد نیاز برای چرخش متقابل اتم‌های آنهاست.

## چگونه ساخته می‌شوند؟

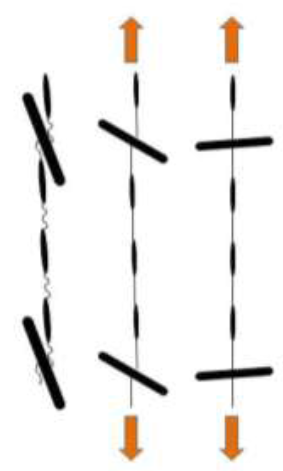
ساختار مرتب شده پس از اعمال نیرو

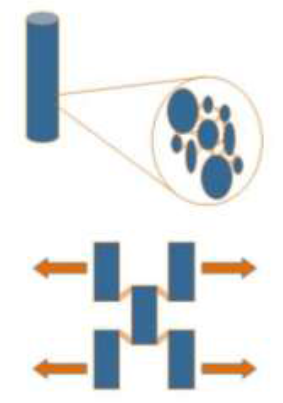
اشکال بیضوی متصل به هم با رشته‌ها

مواد اکستیک به‌طور عمده می‌توانند به دو روش ساخته شوند. بوسیلهٔ روش بالا به پایین پلیمرهای عادی دستکاری می‌شوند تا ساختار و ویژگی‌های مطلوب را به وجود آورند. در روش پایین به بالا ماده از خراشیدن مولکول به مولکول ساخته می‌شود که به آن‌ها اجازه می‌دهد که در مقیاس بسیار کوچک مهندسی شوند. در هر دو روش هدف ایجاد یک الگوی تکرار شونده از بلوک‌ها و سلول‌هایی است که دارای شکل ضروری لولا مانند باشند.
نخستین ماده اکستیک مصنوعی بر پایه پلیمر با روش بالا به پایین در سال ۱۹۸۷ ساخته شد. Rod Lakes از دانشگاه آیووا (Iowa University) کار خود را با یک فوم پلی‌اورتان که شامل آرایش شش گوش شانه عسل مانند بود شروع کرد. هنگامی که او به این ساختار سلولی نیرو و گرما وارد می‌کرد این نیرو و گرما باعث خم شدن دیواره‌های سلول و تأثیر در شکل شش ضلعی اکستیک می‌شد (شکل سمت چپ).

سال بعد از آن Ken Evans از دانشگاه اکستر (Exeter University) اکستیک دیگری با ساختار PTFE ساخت. این ساختار از حجم‌های بیضوی که به وسیله رشته‌هایی بلند که به نوک آن‌ها متصل است به یکدیگر وصل شده‌اند (شکل وسط). در شرایط عادی این بیضی‌ها در حالی که رشته‌ها اطراف آن‌ها هستند روی هم انباشته می‌شوند. اگر این ماده در جهت رشته‌ها کشیده شود رشته‌ها نیز کشیده شده و این باعث چرخیده شدن اشکال بیضوی می‌شود که ساختار را به شکل نرده مانند مرتب می‌کند (شکل سمت راست). 

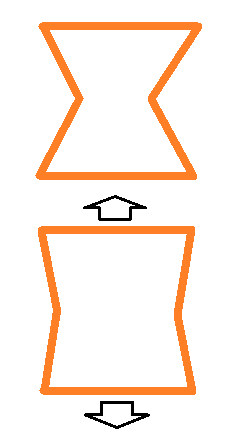
اعمال نیرو به شش ضلعی اکستیک

## مواد اکستیک
مواد اکستیک از لحاظ نحوه تشکیل به چهار دسته تقسیم‌بندی می‌شوند.
1. جامدات با ساختار سلولی
2. پلیمرهای ریزحفره Microporous material اکستیک
3. کامپوزیتهای اکستیک:

کامپوزیت‌ها از ترکیب دو یا چند ماده با خواص متفاوت ساخته می‌شوند. ساختارهای سیم و لولای کامپوزیت توسط میلتون مورد بررسی قرار گرفتند. به طوری که تحت تغییر شکل‌های کوچک در جهت افزایش عرض باعث افزایش افزایش طولی می‌شود. اگر مجموعه ای از این مدل‌ها کنار هم در یک ماتریس قرار گیرند، یک کامپوزیت با نسبت پواسون منفی ساخته خواهد شد. کامپوزیت‌های آکستیک می‌توانند با قرار گرفتن توسط یک رزین تقویت شده با فیبرکربن تولید شوند.
۴-مواد اکستیک مولکلی:
پس از تولید موفقیت‌آمیز مواد آکستیک از فوم‌های مرسوم محققان به دنبال فرآیندی بودند تا بتوانند مواد سخت‌تر برای کاربردهای گسترده‌تر در مهندسی تولید کنند.
ساختاری از پلی تترافلوئورواتیلن (PTFE) تولید و توسط تست‌های کششی ارزیابی شد و نسبت پواسون منفی بسیار زیادی به اندازهٔ منفی دوازده در یک جهت بدست آمد و توسط ساختار آنیزوتروپیک فوم توجیه شد.
پلیمرهای با ساختار متخلخل مشابه می‌توانند توسط پلی اتیلن با وزن مولکولی بسیار بالا (UHMWPE) با چند تفاوت ساخته شوند: توده‌ها در UHMWPE تقریباً کروی هستند و ساختار آنها بیشتر ایزوتروپیک است.
این تفاوت‌ها روی نسبت پواسون UHMWPE اثر می‌گذارد به گونه ای که نسبت پواسون آنها کمتر از منفی ۱٫۲۴ نیست
محققان همچنین متوجه شدند رفتار آکستیک برخی پلیمرها به ابعاد ماده وابسته نیست، که مناسب برای تولید قطعات با ابعاد بزرگتر است. پلیمرهای آکستیک به دلیل داشتن ساختار متخلخل خود فضای کافی را به توده‌ها جهت پخش شدن می‌دهند. اما این حفره حفره بودن باعث کاهش چگالی و نامناسب بودن برای برخی کاربردها می‌شود.
یکی از روش‌ها برای حل این مشکل آن است که مواد با مولکول‌های آکستیک ساخته شوند به صورتی که ساختار مولکولی به گونه ای ایجاد می‌شود که نسبت پواسون منفی در آن به وجود آید.
به این صورت که عناصر مولکولی که رفتار آکستیک در ساختار مولکولی خود دارند را وارد ساختار مولکولی ماده می‌کنند.

## برخی کاربردها

### رآکتورهای هسته ایمگنوکس (magnox)
امروزه مواد اکستیک در آرام‌کننده (moderator )های راکتورهای هسته ای مگنوکس استفاده می‌شوند به این دلیل که این مواد بیشترین مدول برشی برای محافظت از میله‌های گرافیتی در مقابل خطرات ناشی از زمین لرزه را دارند.

### کاربرد نظامی
آژانس لباس‌ها و منسوجات دفاعی (defence clothing and textile agency (DCTA)) در کالچستر که وظیفهٔ تحقیقات در مورد لباس‌های با تکنولوژی بالا (hi-tech) برای ارتش را دارد در پی بررسی استفاده‌های منسوجات اکستیک برای اهداف نظامی است. این توجه به مواد اکستیک به دلیل مقاومت بالایی که این مواد در مقابل ضربه دارند است در نتیجه این مواد برای استفاده به عنوان جلیقه‌های ضد گلوله و تجهیزات مشابه مناسب هستند. در هنگام اصابت گلوله، مواد اکستیک از اطراف فشرده تر شده و جلوی پیشروی هرچه بیشتر گلوله را می‌گیرند.

### زیست پزشکی
مواد اکستیک توجه متخصصان زیست پزشکی را نبز به خود جلب کرده‌است. این مواد در زیست پزشکی می‌توانند به عنوان دیلاتور برای باز کردن رگ‌های گرفته یا حتی ساخت رگ‌های مصنوعی مورد استفاده قرار گیرند. جداره رگ‌های مصنوعی در صورتی که از مواد مرسوم ساخته شوند در هنگام پمپاژ خون نازک و ضعیف می‌شوند که در این صورت احتمال پارگی افزایش می‌یابد اما اگر این رگ‌ها از مواد اکستیک ساخته شوند جداره در هنگام جریان خون کلفت‌تر می‌شود.

### کاربرد ورزشی

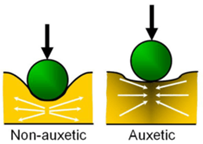
نحوهٔ عکس العمل نشان دادن مادهٔ آکستیک و غیر آکستیک در برابر برخورد

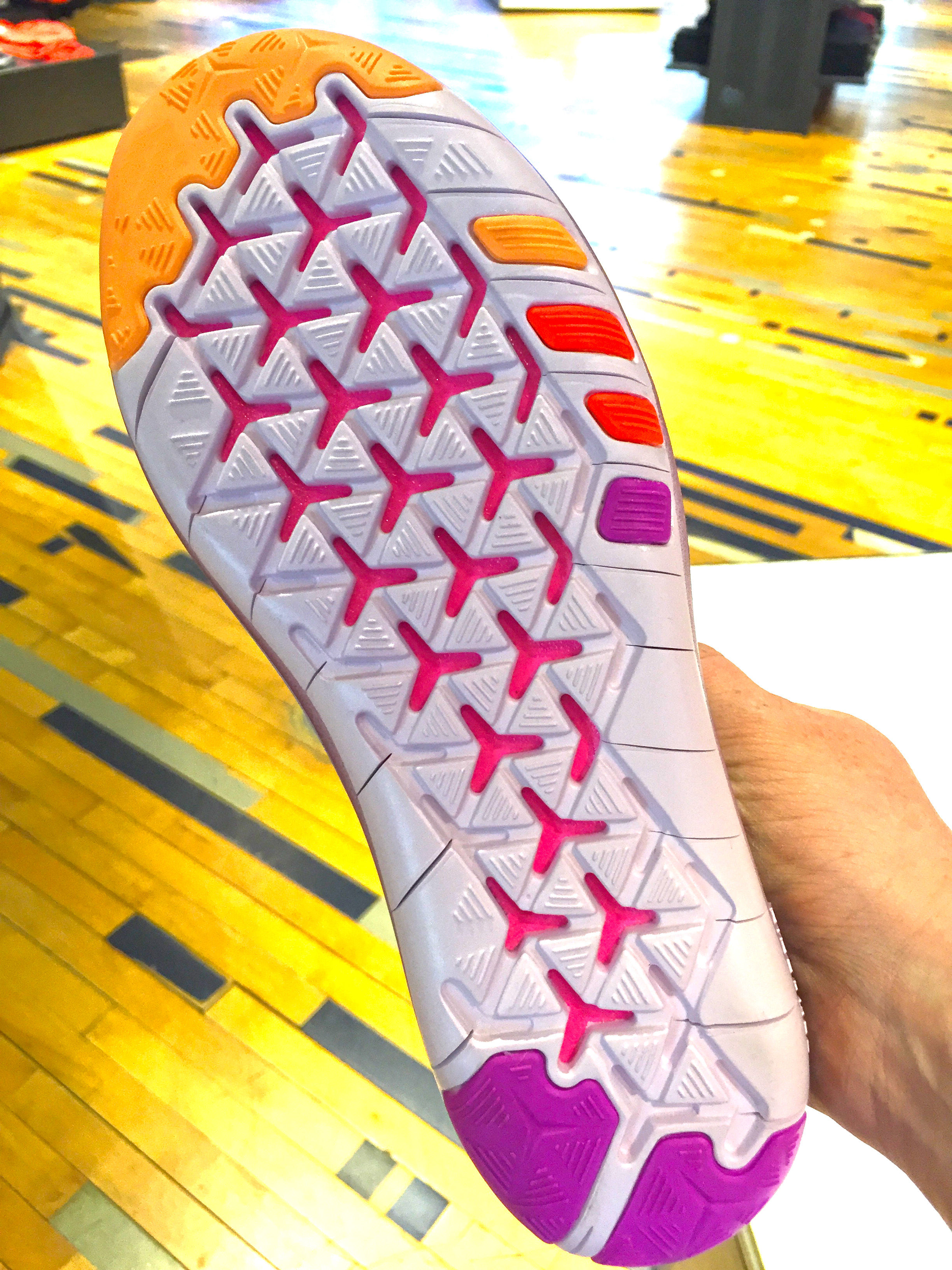
در این کفش، طراحی اکستیک به کف کفش اجازه می‌دهد تا اندازه آن در هنگام قدم زدن یا دویدن افزایش یابد، به این ترتیب انعطاف‌پذیری افزایش می‌یابد.

رفتار اکستیک همچنین در مقیاس ماکرو می‌تواند برای توسعه محصولاتی با خواص بهبود یافته مانند کفش‌های خاص بر پایه ساختار اکستیک مثلث‌های دوار که توسط Grima و Evans توسعه یافت به کار گرفته شود که به ورزشکار کمک می‌کند که حرکت طبیعی خود را در حین دویدن یا تمرین حفظ کند که به افزایش استقامت او کمک می‌کند.
در ورزش‌های مختلف مانند اسکی فوتبال آمریکایی و غیره رد پای مواد آکستیک مشهود است.
این مواد به دلیل توانایی جذب انرژی بالا و توانایی تغییر شکل خاص خود در برابر تنش در ساخت تجهیزات محافظتی استفاده می‌شوند.
خاصیت مواد آکستیک مانند انحنای دوبل (دو جانبه) می‌تواند باعث افزایش راحتی و دوام بیشتر لوازم ورزشی و محافظت شخص شوند.
ساختار شبکه ای در این مواد باعث افزایش میزان سختی خمش شده و ماده می‌تواند خمش زیادی را تحمل کند؛
در نتیجه می‌توان چوب‌های اسکی یا راکت‌های تنیس سبک تری ساخت بدون آنکه سختی آنها تغییر چندانی کند.
از مواد آکستیک برای ساخت وسایل ایمنی در حوزه‌هایی که نیاز به جذب انرژی مراقبت در برابر برخورد و نفوذناپذیری مانند کلاه ایمنی نیز استفاده می‌شود.

### کاربرد در صنعت الکترونیک
کاربرد دیگر مواد آکستیک در پیزو الکتریک‌ها و اکچویتور‌ها است. فلزات آکستیک می‌توانند به عنوان الکترود پلیمرهای پیزو الکتریک را دربر گرفته؛ یا سیم‌های از جنس سرامیک‌های پیزوالکتریک می‌توانند در میان الیاف یک پلیمر آکستیک قرار داده شوند. این مواد باعث افزایش چند برابری حساسیت پیزوالکتریکی دستگاه‌ها می‌شوند.
مادهٔ تک لایهٔ Ag2S دارای نسبت پواسون منفی بالایی در جهت‌های روی صفحه و خارج آن است. اما مدول یانگ این مادهٔ انیزوتروپ بسیار پایین است. داشتن خاصیت نسبت پواسون در در دو جهت بسیار کمیاب است؛ این خاصیت به دلیل ساختار زیگزاگ تغییر شکل Ag2S است. محاسبات الکترونیکی نشان می‌دهند که یک فاصلهٔ غیر مستقیم نیمه رسانا به اندازهٔ ۲٫۸۳ الکترون ولت وجود دارد و می‌تواند تحت کرنش مستقیم شود. این ویژگی‌های جالب باعث می‌شوند Ag2S یک مادهٔ آکستیک امیدوارکننده درصنعت الکترونیک و مکانیک باشد.